# Rhagonycha machulkai
Rhagonycha machulkai es una especie de coleóptero de la familia Cantharidae.

## Distribución geográfica
Habita en Bulgaria.